# Старіння полімерів
Старіння полімерів – необоротна зміна властивостей полімерів внаслідок хімічних перетворень які відбуваються в процесі їх зберігання, переробки, експлуатації під дією зовнішніх факторів: окиснювачів, тепла, світла, радіації, вологи, механічних впливів тощо. У результаті старіння полімери втрачають цінні технологічні якості. Найбільше старінню піддаються полімери, зокрема на основі каучуку, що містять ненасичені зв’язки. 
Наприклад, при старінні латексних полімерних систем вони коагулюють, втрачаючи свої властивості селективного флокулянта гідрофобних дисперсних мінералів (зокрема, вугілля). Старіння латексів суттєво пришвидчується з введенням електролітів, при їх турбулентному перемішуванні, шляхом розведення та під дією заморожування і нагрівання.
Для захисту від старіння у полімеру вводять стабілізатори – антиоксиданти, антирадіаційні добавки, фотостабілізатори, антиозонанти та ін.  